# 南京外国语学校
南京外国语学校（Nanjing Foreign Language School，简称南外或NFLS，学校内部也称南夫拉斯等非正式名称）是1963年在中国时任总理周恩来的提议下，创办的全国首批外国语学校之一。除基础的初中与高中课程外，学校还开设德语、法语、日语、西班牙语四个小语种的课程，有较强的教学能力，致力于培养“有外语特长、文理兼通、综合能力强的国际化复合型人才”。 南京外国语学校在2016年中国内地高中美国留学排行榜上位居第十三。 
截止2014年，南京外国语学校在本部之外开办了三个分校，分别是南京外国语学校仙林分校（民办、已转设为南京仙林外国语学校）、南京外国语学校河西分校（公办）和南京浦口外国语学校（民办）。以上三个分校均拥有独立的教学楼、教学机构和领导班子。

## 历史
1963年， 南京外国语学校在总理周恩来的提议下，与北京、武汉、重庆、长春等城市的8所外国语学校一起创立。江苏省教育厅受国务院、教育部的委托，在南京筹办了南京外国语学校。
2003年秋季，南京外国语学校创办并仙林分校正式开始招生。
2012年，南京外国语学校创办河西分校和南京市浦口外国语学校并正式开始招生。
2023年，南京外国语学校南部新城校区正式启用，原太平北路校区废除。

## 升学制度

### 小升初
南京市目前的小学升初中择校政策中规定，应届小学毕业生可以在南外、民办学校和南京市教育局规定的热点公办学校中选择两所填报志愿。报考南外的学生需要经过一轮电脑随机差额派位和一轮综合性测试。2018年以前，其考试试卷全部以英语命题，也包含数学和其他综合知识：如历史，中文古诗，文学常识等。报考南京本地其他学校的学生只需经过派位，或者由学区分配。或者由于小学成绩优秀，被破格录取；自2018年起开始实行英语能力面测，不再进行笔试。
现在，每年计划初中部每年招生480人（其中小语种德语、法语各16名，日语，西班牙语各12名，剩下为英语人数），按1:8的比例从报名学生中随机派位抽取3240人参加测试，男女录取比例为1:1。若遇有同分也一并录取。

### 初升高
新生升入南外初中时会被告知该届学生进入该校高中的预定比例。初中学生在毕业时除了需要参加中考外，还需要参加南外的英语加试以总成绩排定名次。从2003年开始，南外每年对江苏省招收40名初中毕业生，这些学生也需参加外语加试，加试同样涵盖英语数学及其他综合知识，但不与本校学生同时进行。
2021年起，对本校以外的初中毕业生的招生计划不少于90人。
初中毕业后部分学生根据新加坡政府的计划进入新加坡德明政府中学等学校免费学习。

## 毕业生去向
- 部分学生通过SAT，托福，雅思等考试申请国外大学，主要目的国包括美国、加拿大、澳大利亚、法国、德国、英国、日本、新加坡、新西兰等。南外和部分大学有毕业生输送机制，可以免除前述标准语言考试。

- 根据中国大陆自主招生制度、理科竞赛保送制度或外语类保送制度进入国内大学。一般包括主要的综合性大学和外语类高校。[7]

- 部分学生参加高考进入中国大陆高校或者香港高校就读。

- 初中毕业后部分学生根据新加坡政府的直通车计划计划进入新加坡德明政府中学等学校免费学习。

## 学风、校风、校训、培养目标
- 学风：勤、实、专、博
- 校风：求实、奋进、博学、谦逊 (Seek the truth, scale the height, be erudite and be modest.)
- 校训：中国灵魂，世界胸怀
- 培养目标：以“有外语特长，文理兼通，国际化、复合型人才”为培养目标，着力塑造具有中国灵魂和世界胸怀的现代人。

## 校内主要活动
除特殊说明，以下活动均为每年举办一次。

### 外语节
会有一系列与外语有关的活动。主要活动有，英语角，英语义卖在开幕式和闭幕式上的主持人有英语、德语、法语、日语和中文。闭幕式会有全校汇演（一般为外语话剧），大多数时间在校内报告厅举行，获奖班级主要表演者会得到艺术星。
2021年新增了西班牙语。

### 艺术节
每年一次的艺术节在年末，12月中下旬，在各个年级文艺汇演以后会于月底一日下午在校内报告厅举行全校汇演，并于当晚在本部，南部新城操场举行篝火晚会。汇演获奖班级主要演员可获得艺术星。2022年因新冠未举行。

### 读书节
各年级会有演讲比赛，获奖者可以获得艺术星。

### 科技周
科技视频展播，科普讲座，2018年起开始组织“NFLSPC”信息学竞赛活动。

### 远足
每年春季举行一次（2022年因新冠未能举行），一般行程约5-7公里，且涉及初一，初二，高一，国际部师生。

### 模拟联合国
模拟联合国活动在每年暑假进行，报名同学几人一组（一般最多两人）或单独代表某一国家进行辩论。

### 爱心月
每年二月底或三月举行，期间有爱心义卖活动、友谊篮球赛等。

### 体育节
于每年10月份（有时为11月）左右举办。主要由趣味运动会，和田径运动会组成。田径运动会在南京奥林匹克中心，或者南京市五台山体育馆举行（2022年由于新冠分初高中在本部校区举行）。一般来说，各项目前8名可获得体育星。趣味运动会在校内体育馆举行。

### 学生会干部竞选
每学年年初，南外以差额选举的方式进行学生会干部竞选。初高中学生都具有投票资格，十至十一年级学生具有参选资格，候选岗位包括主席，学习部长，生活部长，纪检部长，外联部长，文艺部长，体育部长。候选人两两组合，竞选一个职位。通常主席由高二学生担任，其他部长职位多为高一同学担任，高三同学不参加学生会竞选。
- 辩论会（每年有“五四”辩论会等）

## 校内刊物
- 《七彩南外》校报
- 《镜》文学社刊物 半年刊
- 《海阔天空》学生会刊物（校刊） 半年刊
- 《南外》南外学生优秀作文选 月刊
- 《彼岸》南外中英IB国际部刊物 半年刊/年刊
- 《洋》 哲学社刊物 年刊

## 合作办学
除了初中义务教育和普通高等中学教育外，南外还与世界各地教育机构联合办学，目前情况如下：
- 南外中加国际高中（Nanjing Foreign Language School British Columbia Academy,中加班）：学生毕业后领取南外高中毕业证书和加拿大认可的Dogwood毕业证书。

- 剑桥国际高中实验班：俗称“中英班”，教授IGCSE和A-level两类课程。

- IB国际高中文凭课程实验班：南京外国语学校已经获得国际文凭组织（IBO）开设国际文凭大学预科课程(IBDP)的资格，成为IB world school，首届学生从2012年秋季起正式开始IBDP课程的学习。[8][9]本项目共三年，高一教授一年期的IGCSE课程，并于高二开始为期两年的IBDP课程。

## 舆论评价

### 正面评价
文理兼通、外语见长。实行良好的素质教育，各类文化娱乐活动众多，学生的能力能够得到全面的发展。国际交流频繁，培养学生的国际视野。校风民主自由，学生个性得以积极发展。
竞赛成绩优异，尤以信息竞赛最为突出。多名学生通过竞赛被国内顶尖大学录取。
民主是南外内部的另一个优势。南外宣扬“民主”，每年会举办学生会成员竞选活动。一般下，候选者会对自己进行宣传，如制作录像和海报，上面大有自己若当选之后的作为和针砭时弊的改革措施。

### 负面评价
南外的教育侧重于素质教育，学生去向多为外语类保送与出国留学。民间对于南京外国语学校的负面评价则主要集中在高考方面，每年参加高考的南京外国语学校学生一般一百人不到，惟近年来高考人数持续上升。舆论认为南外缺乏应试氛围，不利于选择高考为出路的学生。

## 流行文化
- 2010年毕业歌曲《北京东路的日子》
- 2020年，2019届毕业生创作毕业歌曲《橙白时光》